# Rasm al-Anz
Rasm al-Anz – wieś w Syrii, w muhafazie Hama. W 2004 roku liczyła 379 mieszkańców.